# Neverwinter Nights (завантажувальний контент)
Neverwinter Nights — рольова відеогра, розроблена BioWare під видавництвом Infogrames Entertainment для платформ Microsoft Windows, Linux та Mac OS. Дія Neverwinter Nights розгортається у фентезійному світі кампанії Забутих Королівств, а ігрова механіка базується на правилах 3-ї редакції Dungeons & Dragons. Ігровий рушій було розроблено на базі інтернет-моделі для запуску багатокористувацьких онлайн-ігор (MMOG), де до одного сервера могли підключитися до 64 гравців. Разом з релізом основної гри було випущено набір інструментів Aurora Toolset, за допомогою якого, гравці могли створювати власні пригоди та ігрові модулі як для одиночної, так і для багатокористувацької кампанії.
В цілому до гри випущено три завантажувальних доповнення, які випускалися з червня 2003 по жовтень 2005 років через власний, на сьогоднішній день вже ліквідований, інтернет-магазин BioWare. Доповнення вводять у ігрову механіку престиж-класи, підвищення максимального рівня персонажів, заклинання, риси персонажа, внутрішньоігрові предмети та нові види ворогів, а також можливість міняти екіпірування супутників.

## Shadows of Undrentide
Shadows of Undrentide (укр. Тіні Ундрентайду) — сюжетне доповнення до Neverwinter Nights випущене у червні 2003 року. Додає нову сюжетну кампанію та нові функції, включаючи нові класи персонажів, істот, подвиги та заклинання, а також інші нюанси, такі як можливість для гравця отримати доступ до інвентарю свого компаньйона в активній групі та змінити його. Сюжетна лінія переносить дію в Срібні Межі (англ. Silver Marches), потім у пустелю Анаурох (англ. Anauroch) і стародавнє місто Ундрентайд (англ. Undrentide) на руїнах загиблої імперії Нетеріс (англ. Netherese). Версія для Windows також містила параметри сценаріїв для набору інструментів Aurora.

### Оцінки і відгуки
| Агрегатор  | Оцінка |
| ---------- | ------ |
| Metacritic | 78/100 |

| Видання  | Оцінка |
| -------- | ------ |
| GameSpot | 7.8/10 |
| GameSpy  | [ 3 ]  |
| IGN      | 7.7/10 |

Згідно з агрегатором рецензій Metacritic, Shadows of Undrentide для Microsoft Windows отримало «переважно позитивні» відгуки від критиків.
GameSpot назвали її «не найбільш пам'ятною рольовою грою BioWare, але тут присутньо багато цікавого контенту, щоб задовольнити будь-якого шанувальника Neverwinter Nights» і похвалили її за якість сюжетної кампанії. Відповідно до GameSpy, доповнення «звернуло увагу на деякі головні недоліки оригінальної гри, забезпечивши набагато кращий досвід в однокористувацькій кампанії, додавши цілу купу нових смаколиків та інструментів до Aurora Toolset». Боб Лоу з Daily Record сказав, що Shadows of Undrentide, незважаючи на додавання нових функцій, бракує інновацій. Крісу Чану з New Straits Times сподобалася гра, він сказав, що головоломки та загадки складні, але не надто, графіка чудова, і що в грі було лише кілька проблем, головним чином із темпом сюжету та її інтерфейсом. Тал Блевінс з IGN назвав Shadows of Undrentide «якісним доповненням», але зауважив, що воно не є «маст-хев» для пересічного гравця.
Редактори Computer Gaming World номінували Shadows of Undrentide на свою нагороду «Доповнення року» у 2003 році, яку зрештою дістала Battlefield 1942: Secret Weapons of WWII.
Дікін Скейлінгер (англ. Deekin Scalesinger), персонаж-компаньйон, представлений у доповненні Shadows of Undrentide, був включений Кімберлі Уоллес з Game Informer до свого списку найкращих персонажів BioWare у 2013 році. Дікін повертається в наступному доповненні Neverwinter Nights, Hordes of the Underdark, а також з'являється в епізодичній ролі в Neverwinter Nights 2.

## Hordes of the Underdark
Hordes of the Underdark (укр. Орди Підмороку) — сюжетне доповнення до Neverwinter Nights випущене в грудні 2003 року. Доповнення підвищило максимальний рівень персонажа та додало нові престиж-класи, заклинання, риси персонажа, внутрішньоігрові предмети та нові види ворогів. Крім того, з'явилася підтримка процесора Intel Pentium 4, чого не було в попередніх версіях. Сюжетно, це пряме продовження Shadows of Undrentide — дія гри відбувається в підземеллі міста Глибоководдя, під назвою Підгір'я, куди ринули орди темних ельфів-дроу. Потім герой спускається ще глибше під землю, у Підмороці, а після цього пригоди заводять його навіть у саме Пекло, де він повинен буде в черговий раз врятувати світ, перемігши лорда Канії Мефістофеля. Версія для Windows також містить нові параметри сценаріїв для набору інструментів Aurora.

### Оцінки і відгуки
| Агрегатор  | Оцінка |
| ---------- | ------ |
| Metacritic | 84/100 |

| Видання  | Оцінка |
| -------- | ------ |
| GameSpot | 8.2/10 |
| IGN      | 8.6/10 |

Згідно з агрегатором рецензій Metacritic, Hordes of the Underdark для Microsoft Windows отримало «переважно позитивні» відгуки від критиків.
Рецензент GameSpot Ендрю Парк назвав доповнення «солідним розширенням, яке додає значну одиночну кампанію та цікаві нові можливості для ентузіастів багатокористувацьких ігор». Згідно з GameSpy: «Після грамотної, але в кінцевому підсумку пішохідної прогулянки, якою була Shadows of Undrentide, BioWare повернулися з ревом мотору у цьому зірковому розширенні». Кріс Чан з New Straits Times вважав, що графіка хороша, але страждає від проблем із продуктивністю через те, що багато ефектів виникають одночасно. Він також висловлював сумніви щодо пошуку шляху персонажами і вважав перехід від першої особи до третьої особи неприємним, зауваживши, що очікує більшого від майбутньої третьої частини історії, і хоча він насолоджувався грою, але відчував, що це не найкраща робота BioWare. Тал Блевіс з IGN прокоментував: «Bioware справді вдалося додати багато додаткових можливостей у це розширення, і воно грається набагато краще, ніж Shadows of Undrentide. Історія чудова, епічні битви справді епічні, а графіку трохи підкоригували. Є кілька дрібних дефектів, але здебільшого Hordes of the Underdark — це блискучий самоцвіт. Навіть з усім безкоштовним контентом, створеним користувачами для Neverwinter Nights, Hordes of the Underdark цілком варто своїх 30 доларів, якщо вам подобається те, у що ви грали в оригіналі».
Hordes of the Underdark посіла друге місце в номінації журналу Computer Games Magazine на «Доповнення року», яку в кінцевому підсумку отримала EverQuest: Lost Dungeons of Norrath.

## Kingmaker
Kingmaker — доповнення до Neverwinter Nights, яке включає три преміум-модуля: Kingmaker, Shadowguard і Witch's Wake. Випущене в листопаді 2004 року, Kingmaker виграло нагороду Академії інтерактивних мистецтв і наук «Рольова гра року для ПК» в 2005 році.